# Nanomia bijuga
Nanomia bijuga is een hydroïdpoliep uit de familie Agalmatidae. De poliep komt uit het geslacht Nanomia. Nanomia bijuga werd in 1844 voor het eerst wetenschappelijk beschreven door delle Chiaje. 